# Lannan irodalmi díj
A Lannan irodalmi díj (Lannan Literary Awards) egy sor irodalmi díj, melyeket különböző területeken elért kiváló munkáért oszt ki a Lannan Foundation nevű alapítvány. Az alapítvány díja a világ egyik legnagyobb pénzdíjazású irodalmi díja. A 2006-os év költészeti, szépirodalmi és ismertető irodalmi díjai egyenként mind 150 000$-os pénzdíjjal jártak. Az 1989-ben alapított kitüntetést mind már neves írók, mind ifjú tehetségek kitüntetésére szánják.
A díj jól tükrözi a Lannan Foundation baloldali politikai beállítottságát. A családi alapítvány saját bevallása szerint törekszik a kulturális szabadságra, különbözőségre és kreativitásra olyan projekteken keresztül, melyek támogatják a kortárs művészeket és írókat, valamint segítséget nyújtanak azon aktivistáknak is, akik saját környezetük és társadalmuk védelmezése érdekében szállnak síkra."
Kitüntettek már sikeres írókat is, mit W.S. Merwin, és olyanokat is, akik inkább politikai munkásságukkal hívták fel tehetségükre a figyelmet, úgy mint Barbara Ehrenreich és Edward Said. Az alapítvány átad egy "Kulturális Szabadság Díjat" is azok számára, akik kimagasló és bátor munkával az alapvető emberi jogok betartásáért küzdenek. Ezt a díjat nemrég Robert Fisk kapta. Korábban pedig olyan rendkívüli személyiségek kapták meg, mint Eduardo Galeano, Claudia Andujar, Mahmoud Darwish, Arundhati Roy, Helen Caldicott és Cornel West.
Az alapítvány nem fogad el jelentkezéseket jelölésre. A jelölteket névtelenül ajánlja egy "írókból, tudósokból, kiadókból és szerkesztőkből" álló hálózat, melyek közül végül az alapítvány irodalmi bizottsága választja ki a nyertest.

## Lannan irodalmi díj költészetért
| - 2012: Dennis O'Driscoll - 2011: – - 2010: – - 2009: – - 2008: August Kleinzahler - 2007: – - 2006: Bruce Weigl - 2005: Pattiann Rogers - 2004: Peter Reading - 2002: Alan Dugan - 2002: Peter Dale Scott - 2000: Herbert Morris - 2000: Jay Wright - 1999: Dennis O'Driscoll - 1999: C.D. Wright - 1999: Louise Glück - 1998: Frank Bidart - 1998: Jon Davis - 1998: Mary Oliver - 1997: Ken Smith - 1996: Anne Carson | - 1996: Lucille Clifton - 1996: William Trevor - 1996: Donald Justice - 1995: Hayden Carruth - 1995: Carol Ann Duffy - 1995: Arthur Sze - 1995: Li-Young Lee - 1994: Simon Armitage - 1994: Eavan Boland - 1994: Linda Hogan - 1994: Jack Gilbert - 1994: Richard Kenney - 1993: Cyrus Cassells - 1993: Denise Levertov - 1993: Benjamin Alire Saenz | - 1992: A. R. Ammons - 1992: Thomas Centolella - 1992: Killarney Clary - 1992: Suzanne Gardinier - 1992: Susan Mitchell - 1992: Luis J. Rodriguez - 1991: William Bronk - 1991: Chrystos - 1991: Pattiann Rogers - 1991: Herbert Morris - 1990: Derek Mahon - 1990: Seamus Heaney - 1989: Cid Corman - 1989: George Evans - 1989: Peter Levitt |

## Lannan irodalmi díj szépirodalomért
| - 2007: A. L. Kennedy - 2007: Susan Straight - 2006: Kathryn Davis - 2004: Rikki Ducorne - 2003: Edward P. Jones - 2003: Alistair MacLeod - 2003: John McGahern - 2000: Robert Coover - 2000: David Malouf - 2000: Cynthia Ozick - 2000: Leslie Marmon Silko - 1999: Gish Jen - 1999: Jamaica Kincaid - 1999: Richard Powers - 1999: Joanna Scott - 1998: J. M. Coetzee | - 1998: Lydia Davis - 1998: Stuart Dybek - 1998: Lois-Ann Yamanaka - 1997: John Banville - 1997: Anne Michaels - 1997: Grace Paley - 1996: Howard Norman - 1996: Tim Pears - 1996: David Foster Wallace - 1995: Louis de Bernières - 1995: Mary Morrissy - 1995: Alice Munro - 1994: Edward P. Jones - 1994: Steven Millhauser | - 1994: Caryl Phillips - 1994: Stephen Wright - 1993: Rikki Ducornet - 1993: Denis Johnson - 1993: Carole Maso - 1993: Paul West - 1992: Frank Chin - 1992: Gilbert Sorrentino - 1991: Sandra Cisneros - 1991: Alexander Theroux - 1991: John Edgar Wideman - 1990: John Hawkes - 1989: John Berger |

## Lannan irodalmi díj ismeretterjesztő irodalomért
| - 2007: Mike Davis - 2006: Tim Flannery - 2005: Adam Hochschild - 2005: David G. Campbell - 2004: Luís Alberto Urrea - 2003: Rebecca Solnit - 2002: Wade Davis - 2002: Lewis Hyde | - 2001: Barbara Ehrenreich - 2000: Bill McKibben - 2000: Carl Safina - 1999: Jared Diamond - 1999: Gary Paul Nabhan - 1998: Chet Raymo - 1998: Lawrence Weschler - 1998: Howard Zinn - 1997: David Quammen - 1996: David Abram | - 1996: Charles Bowden - 1995: Scott Russell Sanders - 1995: Richard K. Nelson - 1994: Jonathan Kozol - 1993: Edward Hoagland - 1993: Terry Tempest Williams - 1992: Noam Chomsky - 1991: Christopher Hitchens - 1990: Barry Lopez - 1989: Wendell Berry |

## Lannan életműdíjak
- 2007: Anne Stevenson
- 2006: Gilbert Sorrentino
- 2004: W.S. Merwin
- 2002: John Berger
- 2002: Peter Matthiessen
- 2001: Robert Creeley
- 2001: Edward Said
- 2000: Evan S. Connell
- 1999: Adrienne Rich
- 1998: John Barth
- 1997: William H. Gass
- 1996: R. S. Thomas
- 1993: William Gaddis
- 1989: Kay Boyle

## Külső hivatkozások
- Lannan Foundation Website